# Josef Sedláček (1866)

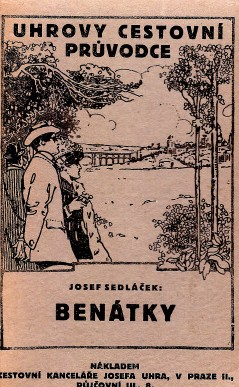
Uhrovy cestovní průvodce, Benátky, sepsal Josef Sedláček (1924)

Josef Sedláček (28. ledna 1866 Luže – 30. října 1923 Třebíč) byl český jazykovědec, překladatel a pedagog.

## Biografie
Josef Sedláček se narodil v roce 1866 v Luži nedaleko Vysokého Mýta. Vystudoval filosofii, klasickou filologii a češtinu na Karlově univerzitě v Praze, kde získal v 1893 doktorát filosofie. Následně nastoupil na pozici pedagoga na reálku do Prostějova a posléze na gymnázium do Uherského Hradiště, Kroměříže, Kyjova a v roce 1902 nastoupil do gymnázia v Třebíči, kde pak působil až do své smrti. Věnoval se primárně studiím logiky, studie o Tolstém a podobně. Publikoval v programu Gymnázia v Třebíči, Krállově sborníku nebo dalších časopisech. Věnoval se také překladům z latiny a dalších klasických jazyků a také spolupracoval na tvorbě velkého latinského slovníku Pražákova. Věnoval se také pracím z oboru těsnopisu.